# ۸۰۱ (میلادی)
۸۰۱ (میلادی) هشتصد  و یکمین سال تقویم میلادی است.

## درگذشتگان
‎